# Степан Макаров (ледокол)
«Степан Макаров» (с 1916 по 1920 год «Князь Пожарский», с 1920 года по 1921 год «Лейтенант Шмидт», под самый конец получил кодовое имя ледокол «Керчь») — арктический ледокол, позже вспомогательный крейсер советского флота.

## «Князь Пожарский»
Построен в Англии, на верфи «Swan Hunter Wallsend on Tyne» для флотилии Северного Ледовитого океана. В 1916 году был спущен на воду,  был передан российскому императорскому флоту под именем «Князь Пожарский» и доставлен в Архангельск. До 1 апреля входил в состав флотилии Северного Ледовитого океана в качестве вспомогательного крейсера. В апреле 1920 года, ледокол вооружили и передали в состав Беломорской флотилии.

## «Лейтенант Шмидт»
С 7 мая 1920 года ледокол переименовали в «Лейтенант Шмидт». В июне 1921 года «Лейтенант Шмидт» был разоружён и передан гражданскому ведомству. Командовал ледоколом капитан Дмитрий Тимофеевич Чертков

## «Степан Макаров»
12 июля 1921 года ледокол переименовывают в «Степан Макаров». С 24 апреля 1924 года ледокол временно входит в состав Морских сил Северного моря. В конце 1925 года «Степан Макаров» переводят на юг. Совершив самостоятельный переход вокруг Европы, «Степан Макаров» благополучно прибыл в Севастополь и после небольшого ремонта, в 1926 году, был передан Мариупольскому морскому торговому порту. Вплоть до начала Великой Отечественной войны судно обеспечивало продление навигации на Азовском море.

## Боевая биография
С началом боевых действий на Чёрном море ледокол был мобилизован и вооружен как вспомогательный крейсер. На корабле установили пять одноорудийных 130-мм артиллерийских установок и два 12,7-мм пулемета ДШК. Экипаж корабля сократился до 120 человек. Военным лоцманом был назначен лейтенант Иван Савенко. В самом начале Великой Отечественной войны капитаном корабля был Е. Легздиньш. «Степан Макаров» проводил эвакуации и перевозку грузов из портов Чёрного моря. Затем ледокол перебазируется в Туапсе. Под командованием капитана Д. Т. Черткова 17 ноября 1941 года «Степан Макаров» вышел (на время перехода ледокол получил кодовое имя «Керчь») из Туапсе, направляясь в осажденный Севастополь и пропал. О судьбе крейсера достоверно ничего неизвестно. в последующие время появилось много теорий о судьбе крейсера «Степан Макаров»